# Nohant-en-Goût
Nohant-en-Goût è un comune francese di 569 abitanti situato nel dipartimento del Cher, nella regione del Centro-Valle della Loira.

## Società

### Evoluzione demografica
Abitanti censiti